# Stazione di Matsunaga
La stazione di Matsunaga (松永駅?, Matsunaga-eki) è una stazione ferroviaria situata nella città di Fukuyama, nella prefettura di Hiroshima in Giappone. Si trova sulla linea principale Sanyō.

## Linee e servizi
JR West
■ Linea principale Sanyō

## Caratteristiche
La stazione è dotata di un marciapiede laterale e di uno a isola con 3 binari in superficie, di cui solo due in uso. La stazione supporta la bigliettazione elettronica ICOCA grazie a dei dispositivi dove è possibile convalidarle prima dell'accesso ai binari.
| 1 | ■ Linea principale Sanyō | per Fukuyama, Kurashiki, Okayama e Banshū-Akō |
| 2 | Non in uso               |                                               |
| 3 | ■ Linea principale Sanyō | per Onomichi e Mihara                         |

## Stazioni adiacenti
| «                      | Servizio               | »                      |
| Linea principale Sanyō | Linea principale Sanyō | Linea principale Sanyō |
| ---------------------- | ---------------------- | ---------------------- |
| Bingo-Akasaka          | Locale                 | Higashi-Onomichi       |